# ロブ・ディアー
ロバート・ジョージ・ディアー（Robert George "Rob" Deer , 1960年9月29日 - ）は、アメリカ合衆国カリフォルニア州オレンジ出身の元プロ野球選手（外野手）。
スポーツ・イラストレイテッド誌の表紙を飾ったこともある。

## 経歴
1978年のMLBドラフト4巡目でサンフランシスコ・ジャイアンツに指名され契約。1984年9月4日にメジャーデビューを果たす。その後はミルウォーキー・ブルワーズ、デトロイト・タイガース、ボストン・レッドソックスと渡り歩く。
1991年、メジャーのシーズン最低記録（当時）となるシーズン打率.179を記録する。この記録はその後2013年にダン・アグラが同じ打数・同じ安打数で並び、2018年にクリス・デービスによって.168へと更新された。
1994年、メジャーリーグ在籍10年で打率.220ながら通算226本塁打という実績をひっさげて阪神タイガースに入団。年俸は2億7000万円。春季キャンプの打撃練習では凄まじい飛距離の打球を披露し、キャンプ地の安芸市営球場には急遽「ディアーネット」が設置されたほどだった。パンチョ伊東も「甲子園での場外ホームランが期待できるかもしれない」と太鼓判を押していた 。
シーズンに入ると、外角低めの変化球をことごとく空振りして三振を量産した。三振率は三振の多かったラルフ・ブライアントを大きく上回って4割に迫り（.396）、「2億7000万円の大型扇風機」、「オマリーの話し相手」と揶揄された。それでも監督の中村勝広は「いつか打つだろう」と述べ、亀山努をベンチに下げてまでディアーを使い続けた。しかし調子は上がらず、出場70試合で打率.151、8本塁打という成績に終わった。打った本塁打の大半はデーゲームで、鳥目なのではないかという説もあった。8月に右手親指靭帯断裂で帰国し、そのまま退団となった。
帰国後の1996年にサンディエゴ・パドレスでメジャー復帰を果たすものの、50打数30三振（三振率．600）という驚異的な三振率を記録し、同年限りで現役引退。
引退後はマイナーリーグの打撃コーチを務めた。コーチとして選手を指導する際、「俺のようなスイングはするな」と語ったことがある。2012年から2年間は、シカゴ・カブスの打撃コーチ補佐を務めた。

## プレースタイル
「ホームランか三振」というバッターで、1986年から1992年まで毎年130以上の三振と20本以上の本塁打（1988年を除けば毎年25本塁打以上）を記録した。特筆すべきなのは1991年の打率.179、25本塁打という成績で、規定打席到達者としては前述のデービスが更新するまで、1901年以降のメジャーリーグで歴代最低の打率であった。
低い打率と多い三振の陰で見逃されがちであるが、早打ちせず多くの四球を選ぶ打者でもあった。1987年にはアメリカンリーグ6位の86四球を選んでいる。打率.179に終わった1991年は89四球で、打率.332のウェイド・ボッグスと並んでリーグ8位タイに入っている。また、MLBで100三振以上を記録した8シーズン中5シーズンで出塁率と打率の差が.100以上であった。但し打率が余りにも低いので出塁率が.350を超えたのは1度だけであった。更に通算打率と通算出塁率の差も.100以上ある（打率/出塁率:.220/.324）など決してフリースインガーというわけではなかったことが窺える。

## 詳細情報

### 年度別打撃成績
| 年 度     | 球 団     | 試 合 | 打 席 | 打 数 | 得 点 | 安 打 | 二 塁 打 | 三 塁 打 | 本 塁 打 | 塁 打 | 打 点 | 盗 塁 | 盗 塁 死 | 犠 打 | 犠 飛 | 四 球 | 敬 遠 | 死 球 | 三 振 | 併 殺 打 | 打 率 | 出 塁 率 | 長 打 率 | O P S |
| --------- | --------- | ----- | ----- | ----- | ----- | ----- | -------- | -------- | -------- | ----- | ----- | ----- | -------- | ----- | ----- | ----- | ----- | ----- | ----- | -------- | ----- | -------- | -------- | ----- |
| 1984      | SF        | 13    | 32    | 24    | 5     | 4     | 0        | 0        | 3        | 13    | 3     | 1     | 1        | 0     | 0     | 7     | 0     | 1     | 10    | 0        | .167  | .375     | .542     | .917  |
| 1985      | SF        | 78    | 187   | 162   | 22    | 30    | 5        | 1        | 8        | 61    | 20    | 0     | 1        | 0     | 2     | 23    | 0     | 0     | 71    | 0        | .185  | .283     | .377     | .660  |
| 1986      | MIL       | 134   | 546   | 466   | 75    | 108   | 17       | 3        | 33       | 230   | 86    | 5     | 2        | 2     | 3     | 72    | 3     | 3     | 179   | 4        | .232  | .336     | .494     | .830  |
| 1987      | MIL       | 134   | 566   | 474   | 71    | 113   | 15       | 2        | 28       | 216   | 80    | 12    | 4        | 0     | 1     | 86    | 6     | 5     | 186   | 4        | .238  | .360     | .456     | .816  |
| 1988      | MIL       | 135   | 555   | 492   | 71    | 124   | 24       | 0        | 23       | 217   | 85    | 9     | 5        | 0     | 5     | 51    | 4     | 7     | 153   | 4        | .252  | .328     | .441     | .769  |
| 1989      | MIL       | 130   | 532   | 466   | 72    | 98    | 18       | 2        | 26       | 198   | 65    | 4     | 8        | 0     | 2     | 60    | 5     | 4     | 158   | 8        | .210  | .305     | .425     | .729  |
| 1990      | MIL       | 134   | 511   | 440   | 57    | 92    | 15       | 1        | 27       | 190   | 69    | 2     | 3        | 0     | 3     | 64    | 6     | 4     | 147   | 0        | .209  | .313     | .432     | .745  |
| 1991      | DET       | 134   | 539   | 448   | 64    | 80    | 14       | 2        | 25       | 173   | 64    | 1     | 3        | 0     | 2     | 89    | 1     | 0     | 175   | 3        | .179  | .314     | .386     | .700  |
| 1992      | DET       | 110   | 448   | 393   | 66    | 97    | 20       | 1        | 32       | 215   | 64    | 4     | 2        | 0     | 1     | 51    | 1     | 3     | 131   | 8        | .247  | .337     | .547     | .884  |
| 1993      | DET       | 90    | 367   | 323   | 48    | 70    | 11       | 0        | 14       | 123   | 39    | 3     | 2        | 0     | 3     | 38    | 1     | 3     | 120   | 4        | .217  | .302     | .381     | .683  |
| 1993      | BOS       | 38    | 165   | 143   | 18    | 28    | 6        | 1        | 7        | 57    | 16    | 2     | 0        | 0     | 0     | 20    | 0     | 2     | 49    | 2        | .196  | .303     | .399     | .702  |
| '93計     | BOS       | 128   | 532   | 446   | 66    | 98    | 17       | 1        | 21       | 180   | 55    | 5     | 2        | 0     | 3     | 58    | 1     | 5     | 169   | 6        | .210  | .303     | .386     | .689  |
| 1994      | 阪神      | 70    | 226   | 192   | 21    | 29    | 4        | 0        | 8        | 57    | 21    | 0     | 0        | 0     | 0     | 32    | 1     | 2     | 76    | 4        | .151  | .279     | .297     | .576  |
| 1996      | SD        | 25    | 64    | 50    | 9     | 9     | 3        | 0        | 4        | 24    | 9     | 0     | 0        | 0     | 0     | 14    | 0     | 0     | 30    | 1        | .180  | .359     | .480     | .839  |
| MLB：11年 | MLB：11年 | 1155  | 4512  | 3881  | 578   | 853   | 148      | 13       | 230      | 1717  | 600   | 43    | 31       | 2     | 22    | 575   | 27    | 32    | 1409  | 38       | .220  | .324     | .442     | .766  |
| NPB：1年  | NPB：1年  | 70    | 226   | 192   | 21    | 29    | 4        | 0        | 8        | 57    | 21    | 0     | 0        | 0     | 0     | 32    | 1     | 2     | 76    | 4        | .151  | .279     | .297     | .576  |

- 各年度の太字はリーグ最高

### 記録
MLB
- シーズン打率.179（1991年） - ダン・アグラ（2013年）[6]と並んでメジャーリーグ歴代ワースト2位タイ（規定打席到達以上）、ワースト1位はクリス・デービス（2018年）の.168[1][2]
- シーズン三振186（1987年） - アメリカンリーグ歴代9位、両リーグ歴代24位[7]
- リーグ最多三振：4回 （1987年、1988年、1991年、1993年）
- 1試合5三振（1987年8月8日）
- 通算三振率.363 - メジャーリーグ歴代2位（3,000打席以上）[注 3]

※歴代記録の順位は2014年シーズン終了時点。
NPB
- 初出場・初先発出場：1994年4月9日、対ヤクルトスワローズ1回戦（明治神宮野球場）、6番・一塁手として先発出場
- 初打席・初安打：同上
- 初打点：1994年4月13日、対中日ドラゴンズ1回戦（阪神甲子園球場）
- 初本塁：1994年4月15日、対横浜ベイスターズ1回戦（甲子園球場）、3回裏に有働克也から3ラン

### 背番号
- 45 （1984年、1986年 - 1990年）
- 28 （1985年、1992年 - 1993年、1996年）
- 44 （1991年）
- 57 （1994年）